# Aeroporto de Marabá

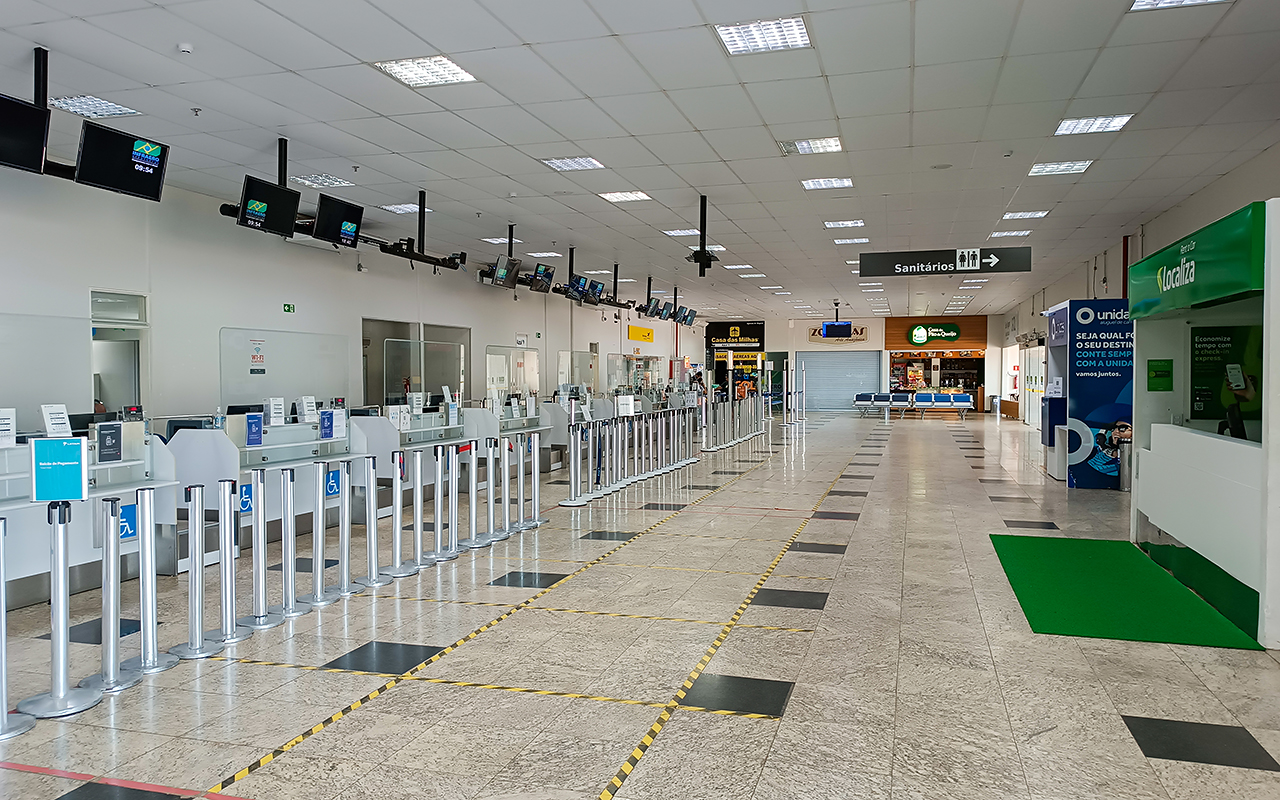
Vista interna do Aeroporto João Corrêa da Rocha

O Aeroporto João Corrêa da Rocha (IATA: MAB, ICAO: SBMA) é um aeroporto que serve a cidade de Marabá no Brasil. Embora opere somente voos domésticos, é um dos aeroportos mais movimentados da região Norte do Brasil, e também um dos que mais crescem em número de passageiros.
Está situado às margens da Rodovia Transamazônica no 3,5 km — sentido ponte sobre o rio Itacaiúnas à Itupiranga — no bairro Quindangues, no núcleo urbano da Cidade Nova.
Em 2010, em homenagem ao jornalista João Corrêa da Rocha, fundador do periódico Notícias de Marabá, o aeroporto de Marabá recebeu o seu nome.

## História
A história do aeroporto em Marabá remonta á década de 1930, quando o brigadeiro Lysias Augusto Rodrigues e o engenheiro Américo Barbosa de Oliveira, capitanearam a abertura e construção de uma pista de pousos e decolagens na futura área da Nova Marabá. A inauguração é marcada pela chegada do primeiro avião, um monomotor Waco CSO C-27, do Correio Aéreo Nacional, pilotado pelo brigadeiro Rodrigues, em 17 de novembro de 1935.
Em 1940 e em 1946 a pista é ampliada e passa a ser gerida pela Força Aérea Brasileira (FAB), servindo de base aérea auxiliar durante a Segunda Guerra Mundial. O asfalto viria somente em 1966/1967.
Com a iminência do aproveitamento da área da Nova Marabá para construção da futura cidade de Marabá, a pista de pousos foi transferida em 1973, pela FAB e pela Superintendência do Desenvolvimento da Amazônia (SUDAM), para a Cidade Nova, aos fundos do tradicional bairro do Amapá.
Até 1978, o Aeroporto João Correa da Rocha contava com uma pista de pouso e decolagem precária, sendo o seu movimento realizado pela aeronaves Douglas DC-3 e táxis aéreos.
A ligação com o centro da cidade era deficiente, face sua localização ser além do Rio Itacaiúnas, que separa o aeroporto do centro histórico da cidade. Àquela época não existia a ponte rodoviária sobre esse rio e o tráfego de pessoas e veículos dava-se por barcas e balsas, o que dificultava sobremaneira a sua utilização e desenvolvimento.
O contrato de doação da Prefeitura de Marabá para a União Federal foi definido em 14 de setembro de 1977 (Processo protocolado no Ministério da Fazenda sob o nº MF 0768-81.479/69). A nova estrutura aeroportuária foi construída pelo Ministério da Aeronáutica, através da Comissão de Aeroportos da Amazônia (COMARA). Foi inaugurado em 20 de maio de 1978.
Em 3 de novembro de 1980 a Empresa Brasileira de Infraestrutura Aeroportuária (Infraero) assume o aeroporto, montando na mesma década uma das mais valiosas pontes aéreas brasileiras naquele período, ligando Marabá à zona do garimpo de ouro da Serra Pelada, com voos regulares.

### Acidentes
O incidente do Voo Varig 254 em 3 de setembro de 1989, que ia de Marabá para Belém, foi o mais trágico acidente aéreo que já ocorreu em um avião que decolou do aeroporto João Correa da Rocha. Um Boeing 737-200 prefixo PP-VMK da companhia aérea brasileira Varig - voo Varig RG-254 - após cometer um erro de navegação ao decolar de Marabá, o comandante voou durante mais de três horas sem saber onde estava. Ao acabar o combustível, o piloto teve que realizar um pouso forçado, em plena floresta amazônica, próximo a São José do Xingu, no Mato Grosso. Na aterrissagem, o impacto do avião contra as árvores causou a morte de 12 ocupantes e ferimentos em outros 42.

## Complexo aeroportuário

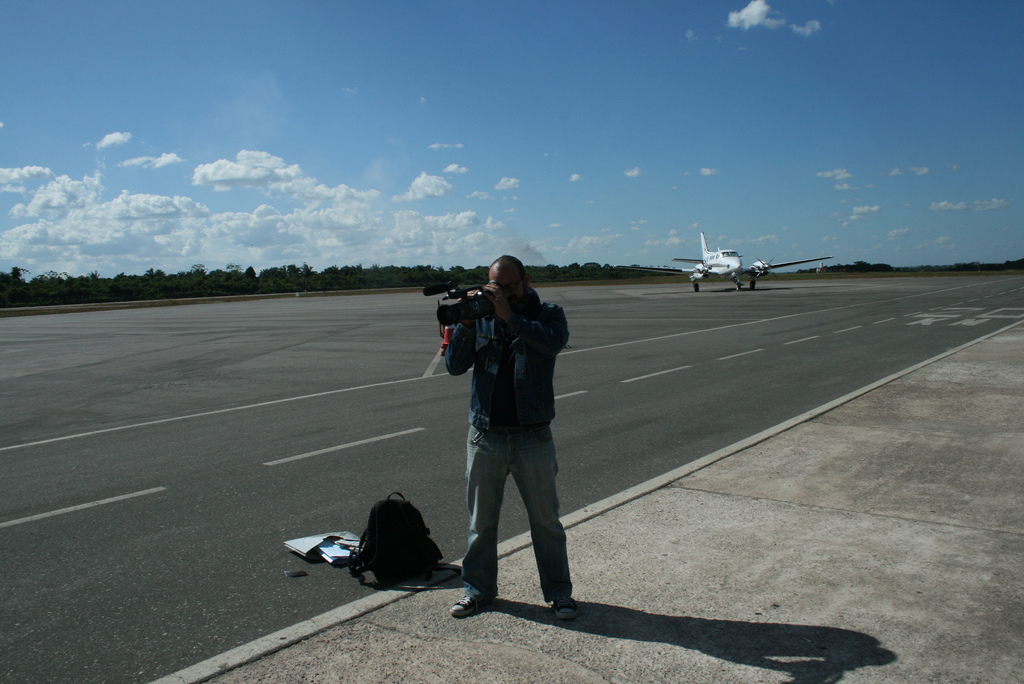
Pista do aeroporto.

Sítio aeroportuário
- Área: 3.350.767,05 m²[9]

Pátio das aeronaves
- Área: 19.217 m²[9]

Pista
- Dimensões(m): 2000 x 45[9]
- Piso: A
- Sinalização: S

Terminal de passageiros
- Área: 603 m²[9]

Estacionamento
- Capacidade: 60 vagas[9]

Estacionamento de aeronaves
- Número de posições: 15[9]